# Lucio Antonio
Lucio Antonio  fue un político y militar romano del siglo I a. C., hijo de Marco Antonio Crético y hermano menor de Marco Antonio.

## Carrera pública
Tribuno de la plebe en 44 a. C. Después del asesinato de Julio César procuró favorecer los intereses de sus dos hermanos mayores, Marco Antonio y Cayo Antonio, e introdujo una ley agraria que favorecía a los veteranos de César. A continuación acompañó a su hermano a la Galia y tomó parte en las operaciones de la guerra de Mutina.
Cónsul en 41 a. C., obtuvo un triunfo sobre algunas tribus alpinas. 
Cuando se formó el Segundo Triunvirato, una de las tareas de Octaviano fue el reparto de tierras. Tenía que elegir entre los soldados veteranos y los propietarios de las dieciocho ciudades que aportaban los lotes de tierra. Prefirió a los primeros, lo que produjo una fuerte agitación en las ciudades. 
La disputa por el reparto de las tierras a los veteranos de César trajo, durante el consulado de Lucio, la llamada guerra Perusina, en la que tomó parte a petición de Fulvia, la esposa de su hermano, que estaba ansiosa por recuperar a su marido de la corte de Cleopatra, y quiso aprovechar las dificultades de Octaviano, para tratar de eliminarle. 
Lucio, con un ejército de cien mil soldados entró en Roma, donde se mantuvo por un tiempo, prometiendo al pueblo que el triunvirato sería abolido. Al aproximarse el ejército de Octaviano, se retiró a Etruria, refugiándose en Perusa, donde fue sitiado y obligado a rendirse en 40 a. C., sin que su aliado Cayo Asinio Polión, gobernador de Galia Cisalpina y los legados de Marco Antonio, Quinto Fufio Caleno, Lucio Munacio Planco y Publio Ventidio Baso pudieran ayudarle. En realidad sus soldados no querían enfrentarse con el hijo adoptivo del mejor general que había dado Roma en su historia, Julio César. La ciudad cayó y fue entregada al pillaje, pero él fue perdonado y enviado como gobernador a Hispania. Después de estos hechos no vuelve a ser mencionado. 
Lucio fue llamado Pietas  debido a que pretendía atacar a Octaviano, con el fin de apoyar los intereses de su hermano. Es cierto, que cuando estuvo en posesión de Roma durante su consulado, propuso la abolición del triunvirato, pero esto no es prueba de que se oponía a los intereses de su hermano. Cicerón dibuja una imagen bastante deplorable de Lucio. Lo llama gladiador y bandido, entre otros adjetivos.